# Allhelgona församling
För andra betydelser, se Allhelgona församling (olika betydelser).
Allhelgona församling var en församling i Linköpings stift inom Svenska kyrkan. Församlingen uppgick 2006 i Skänninge-Allhelgona församling som 2010 ombildades till Skänninge församling.
Församlingens kyrka var Allhelgonakyrkan till den revs 1552 eller strax därefter. Vårfrukyrkan, som också var Skänninge församlings kyrka, kom att bli församlingens nya kyrka.

## Administrativ historik

Allhelgona församlings vapen

Församlingen har medeltida ursprung. Tidigt utbröts Sankt Martins församling. Omkring 1300 utbröts Skänninge församling samtidigt som Sankt Martin införlivades i denna.
Församlingen utgjorde under medeltiden ett eget pastorat för att från 1500-talet vara annexförsamling i pastoratet Skänninge, Allhelgona och Bjälbo som 1962 utökades med Järstads församling och 1974 med Normlösa församling, Vallerstads församling och Skeppsås församling. Församlingen uppgick 2006 Skänninge-Allhelgona församling.
Församlingskod var 058605.